# Torneo Internacional de Ajedrez Acrópolis
El Torneo Internacional de Ajedrez Acrópolis o Acropolis International, fue un torneo de ajedrez que se celebraba en Atenas y fue el torneo de estas características y deporte más importante de Grecia. La primera edición se celebró en 1968, año en que ganó el checoslovaco, Luděk Pachman. La segunda edición no se organizó hasta 1977, aunque a partir de entonces, se organizó regularmente cada año por la Federación Griega de Ajedrez, totalizando 22 ediciones hasta 2002. Desde 1980 se organizó un torneo femenino por separado, y entre los años 1980 a 2004, también se celebraron algunos torneos masculinos en categoría "B". En la actualidad, el torneo se juega por sistema suizo, con categorías separadas para las mujeres, los jóvenes y los ajedrecistas griegos. El torneo de 2007 formó parte del ACP Tour. El último tuvo lugar en Calcis, en la isla de Eubea, en 2009.

## Cuadro de honor
| Año | Ganador | Masculino                                        | Femenino            |
| --- | ------- | ------------------------------------------------ | ------------------- |
| 1   | 1968    | Luděk Pachman                                    |                     |
| 2   | 1977    | Valentin Stoica                                  |                     |
| 3   | 1978    | Bela Soos                                        |                     |
| 4   | 1979    | Aurel Urzica                                     |                     |
| 5   | 1980    | Dusan Rajković torneo B: Pavlos Gesos            | Zorica Nikolin      |
| 6   | 1982    | Nikolaos Skalkotas                               | Marina Pogorevici   |
| 7   | 1983    | Nikola Padevski                                  | Daniela Nutu        |
| 8   | 1984    | Sasa Velicković                                  | Hanna Ereńska       |
| 9   | 1985    | Valentin Stoica                                  | Daniela Nutu        |
| 10  | 1986    | Efstratios Grivas                                | Stefka Sawowa       |
| 11  | 1987    | Evgeni Vasiukov                                  | Marina Makropoulou  |
| 12  | 1988    | Vassilios Kotronias torneo B: Parik Stefanov     | Marina Makropoulou  |
| 13  | 1989    | Petar Velikov torneo B: Fatos Muco               | Svetlana Prudnikova |
| 14  | 1991    | Efstratios Grivas                                | Marina Makropoulou  |
| 15  | 1992    | Rainer Knaak torneo B: Nikolaos Skalkotas        |                     |
| 16  | 1993    | Hannes Stefansson                                |                     |
| 17  | 1997    | Tamaz Gelashvili                                 |                     |
| 18  | 2003    | Vassilios Kotronias torneo B: Władimir Dobrow    | Margarita Wojska    |
| 19  | 2004    | Athanasios Mastrovasilis torneo B: Bartosz Soćko | Monika Soćko        |
| 20  | 2005    | Vugar Gashimov                                   | Monika Soćko        |
| 21  | 2006    | Tamaz Gelashvili                                 | Salomé Melia        |
| 22  | 2007    | Iliá Smirin                                      | Nana Dzagnidze      |
| 23  | 2008    | Iliá Smirin                                      | Nana Dzagnidze      |
| 24  | 2009    | Borki Predojević                                 | Elina Danielian     |